# 鸣音镇
鸣音镇，是中华人民共和国云南省丽江市玉龙纳西族自治县下辖的一个乡镇级行政单位。
2012年8月30日，云南省人民政府批复同意撤销鸣音乡，设立鸣音镇。

## 行政区划
鸣音镇下辖以下地区：
鸣音村、洛美村、海龙村、洪门村、太和村和东联村。